# VHS
|  | Per a altres significats, vegeu «Virus de la immunodeficiència símia». |

VHS, acrònim de Video Home System (sistema de vídeo domèstic), és un sistema d'enregistrament d'àudio i vídeo analògics en cinta magnètica desenvolupat per JVC els anys 1970. El seu sistema és semblant al de les cintes d'àudio (cassette), però amb una cinta més ampla i amb una carcassa més gran que incorpora una tapa, que s'aixeca amb un botó que es troba al lateral dret i que protegeix la cinta. La qualitat d'imatge que oferia era inferior a la dels sistemes Betamax i 2000, però, tot i així, a la primeria dels anys 80 va imposar-se com sistema estàndard, i ho va ser durant més de quinze anys fins a l'arribada del DVD, que ofereix millor qualitat d'imatge i la possibilitat d'enregistrar continguts multimèdia, diferents idiomes, subtítols, etc., a més de patir menys desgast pel seu ús.

## Història
La història de VHS s'inicia poc després del llançament del sistema de gravació i difusió de vídeo U-matic el 1969. Tal creació havia estat fruit de la mostra de cooperació per part de les empreses Sony, Matsushita i JVC. Encoratjats amb l'èxit d'U-matic, les tres companyies van decidir centrar-se en el desenvolupament d'un sistema de gravació de vídeo domèstic, ja que en aquell moment, l'únic reproductor domèstic de cassets de vídeo era produït per Philips, però eren cars, poc fiables amb poc ni gaire èxit comercial.
Per una banda, Sony escollí desenvolupar una versió compacta d'U-matic, utilitzant una cinta d'ample de mitja polzada i el mateix tipus de sistema de càrrega que l'anterior projecte, que va evolucionar fins al Betamax i que, després d'un curt període de desenvolupament va entrar en producció l'any 1975. Per l'altra banda, Matsushita va començar a treballar independentment en el seu sistema de casset, que inicialment va anomenar XV, però que va presentar moltes dificultats tècniques i mai va arribar més enllà de ser un prototip.
JVC, també va decidir començar un projecte des de zero. Va establir un petit equip de desenvolupament sota la direcció de Kenjiro Takayanagi i liderat pels enginyers superiors Yuma Shiraishi i Shizuo Takano. A la fi de 1971 van crear un document anomenat «VHS Development Matrix» que recollia les especificacions bàsiques del nou sistema. A més, establia diversos objectius fonamentals per al nou VTR.

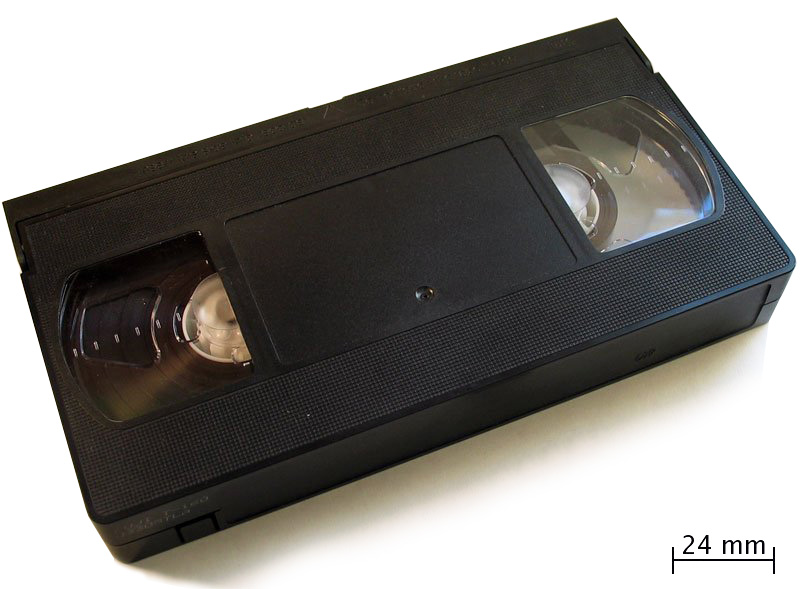
Una cinta VHS

1. El sistema havia de ser compatible amb qualsevol aparell de televisió normal.
2. La qualitat de la imatge havia de ser similar a l'emissió d'aire normal.
3. La cinta havia de tenir almenys una capacitat d'enregistrament de dues hores.
4. Les cintes havien de ser intercanviables entre les màquines i el sistema general hauria de ser versàtil, el que implicaria que fos capaç de gravar programes de televisió i utilitzats per mitjà d'una videocàmera.
5. Les gravadores havien de ser assequibles, fàcils d'operar i tenir uns costos de manteniment baixos.
6. Les gravadores havien de ser capaços de reproduir-se en alt volum, les seves peces havien de ser intercanviables, i ser fàcils de donar servei.
A principi de 1972, la indústria de gravació de vídeo comercial al Japó va tenir un èxit econòmic. Això suposà una reducció dels pressupostos per a JVC, el projecte es va arxivar i la majoria de l'equip es va dissoldre. Malgrat tot, Takano i Shiraishi van continuar treballant en secret en el projecte. L'any 1973, van reeixir la producció d'un prototip funcional a més a més del suport i finançament de Konosuke Matsushita, president de la companyia Matsushita, que era impressionat pel projecte.
Durant l'any 1974, l'equip JVC va tenir l'oportunitat de veure un prototip de gravadora de vídeo Betamax, que van llançar a producció l'any següent. L'equip es va sorprendre en descobrir que era de mida molt més gran que el propi prototip i que només podia gravar durant una hora, la meitat de temps que el seu projecte. Sony, en veure el seu avanç, va repetir la seva oferta a JVC per unir-se a ells i desenvolupar Betamax, però ara l'equip tenia encara més confiança en el seu sistema i es va prendre la decisió de continuar.
Però, aquell mateix any, el Ministeri Japonès de Comerç Internacional i Industrial (MITI) va intentar obligar Sony a estandarditzar-se en només un format d'enregistrament de vídeo per tal d'eliminar la confusió provocada en els consumidors després de tants projectes. Sony va acceptar i va seguir amb el prototip funcional de Betamax, a punt de ser tret a mercat. Per evitar que el MITI adoptés Betamax, JVC va treballar per convèncer altres empreses, en particular Matsushita, perquè acceptessin el model VHS, i així treballar contra Sony i el MITI. Matsushita va coincidir, sobretot perquè estava preocupat de que Sony pogués esdevenir líder del camp si el format Betamax era l'únic que es podia fabricar.
Tot i així, Betamax no era l'únic sistema de gravació de vídeo domèstic del que JVC s'havia de preocupar. El 1974, BASF havia demostrat un sistema de gravació de vídeo de capçal fix anomenat LVR (enregistrament de vídeo longitudinal). Mentrestant, Philips i Grundig havien actualitzat el seu format VCR amb un major temps d'enregistrament i millora fiabilitat. A més, havien començat a treballar en el sistema Philips V2000, que oferia un temps de reproducció substancialment més llarg i una millor qualitat d'imatge amb cassets de doble cara.

Primer logo de VHS

Les ventes inicials del VHS van ser bastant bones tot i que van retrocedir substancialment en pocs mesos. De totes maneres, es va decidir llançar el producte l'any 1977 als Estats Units, el que va donar-li l'impuls suficient a JVC per entrar en el mercat europeu. La característica més important del mercat del Regne Unit va ser una aliança entre JVC i Thorn, que posseïa la marca Ferguson i diverses cadenes de lloguer de televisió de carrer. El mercat de lloguer de VCR va prosperar, motivat per l'aparició de cintes pre-gravades. VHS també es va ser el format d'elecció per als primers consumidors de vídeos pornogràfics. De fet, la disponibilitat de films i pel·lícules pirates en VHS va servir per augmentar la popularitat del format en aquells primers dies. A més a més, varen concretar-se aliances entre les distribuïdores cinematogràfiques més importants, com ara Paramount o The Walt Disney Company, que varen anar llançant gradualment films en format VHS.
L'any 1981, VHS ja havia començat a establir una avantatge per davant de les altres companyies. Al camp Betamax hi havia Sony, Sanyo, Toshiba i NEC. VHS, per contra, incloïa Akai, Ferguson, GEC Hitachi, JVC, Mitsubishi, Nordmende, Panasonic, Sharp i Telefunken. Per aquest moment, el sistema V2000 havia estat llançat i incloïa les empreses Philips, Pye, Grundig i ITT. A poc a poc, el mercat es va polaritzar cap al format VHS i fins i tot Philips va començar a produir series de màquines VHS a principi de l'any 1985. L'any 1988, Sony va admetre la seva derrota i va anunciar la producció d'una línia de gravadores VHS, que també van demostrar una bona qualitat respecte a la competència. El VHS ocupava aleshores el 95% del mercat. El resultat fou que el VHS va quedar de facto el format estàndard i fins a l'aparició l'any 2005 del DVD com a mitjà de gravació.

## Detalls tècnics

### Mecanismes de lectura de cinta
La gravadora de videocasset VHS utilitza un mecanisme senzill, molt semblant als casettes d'àudio, mitjançant el qual s'accedeix al contingut de la cinta. Quan s'introdueix un videocasset VHS queda reclòs dins d'un suport que el desplaça suaument cap als engranatges, encarregats de fer rodar els carrets de la cinta. Al mateix temps, la tapa protectora frontal s'aixeca pels seus extrems per dos petits elevadors, deixant la cinta al descobert i al mig de dos capçals ubicats en cada costat del videocasset. Després, un mecanisme de tensors impulsa la cinta i l'ajusta fins al capçal principal, que gira ràpidament cap a l'esquerra de manera immediata a l'instant quan la cinta és transportada fins a ell, mentrestant que els dos capçals situats a prop d'uns infrarrojos (ubicats a la dreta i a l'esquerra, encarregats de detectar l'espai transparent de la cinta, i de rebobinar o avançar-la), que situen la cinta en posició recta per fer més lleugera la travessa de la cinta. Després, un engranatge s'encarrega de fer avançar el carret de cinta, mentre que el capçal principal llegeix de forma magnètica (com un senyal de televisió) el so i el vídeo. Al gravar, un petit capçal emet un senyal electromagnètic que esborra la informació de la cinta i seguidament copia les ones magnètiques del senyal de la televisió que es troba en el sintonitzador de la videogravadora VHS.

### Gravació de vídeo
Un videocasset de VHS pot tenir un màxim de 430 metres de cinta tenint en compte el gruix de la cinta, que ofereix al voltant de tres hores i mitja de visionat pel sistema NTSC i cinc hores pel sistema PAL en mode de qualitat estàndard (SP). Altres velocitats inclouen LP i EP/SLP, que dupliquen o tripliquen la duració, per a regions de NTSC. Aquestes reproduccions lentes causen una lleugera reducció en la qualitat d'imatge (des de 250 línies a 230 línies analògicament horitzontals); també, aquest tipus de gravacions lentes no es poden reproduir en reproductors VHS que no van equipats amb la tecnologia necessària de velocitats de cinta.
Les cintes VHS tenen aproximadament 3 MHz d'amplada de banda en vídeo, el que assoleix una velocitat de llarga duració per l'ús de la gravació d'exploració helicoidal d'un senyal de freqüència modulada de lluminància (blanca o negre), amb una baixa conversió de senyals de colors gravats directament en la banda. Atès que el VHS és un sistema analògic, les cintes VHS reprodueixen el vídeo mitjançant senyals d'ona, de forma similar a una televisió. Les formes de les ones per línies d'escaneig poden arribar a les 160 ones com a màxim, contenint 525 línies en pantalla en format NTSC. En mode PAL, té 625 línies (576 visibles). En terminologia digital actual, el VHS equival a aproximadament 320x480 píxels amb un radi de senyal de reducció de la imatge de 43 dB.
JVC va voler competir amb el SuperBeta de l'any 1985 amb el VHS HQ (alta qualitat). La modulació de freqüència del senyal de lluminància del VHS està limitada a tres megahercis, el que impossibilita una alta resolució, però la marca HQ inclou la reducció de soroll en la lluminància, reducció de soroll en crominància, extensió del white clip i un circuit que millora la nitidesa. L'efecte era incrementar l'aparent resolució horitzontal del gravador de VHS des de 240 fins a 250 anàlegs (equivalents a 333 píxels de dreta a esquerra, en terminologia digital).
L'any 1987, JVC va introduir el format Súper VHS, amb una extensió de banda a cinc megaherz, 560 píxels d'esquerra a dreta. En comparació a aquesta, el DVD té 480 línies analògiques horitzontals, pel que una cinta Súper VHS pot capturar un DVD o una emissió en vídeo DtV estàndard amb tan sols una petita quantitat de desenfoc. La resolució de croma va mantenir aproximadament l'amplada de banda de 0,4 megahertz o 30 línies analògiques horitzontals, com era comú en les normes de la cinta de VHS d'Umatic Betamax. A més a més, una emissió NTSC està limitada a 120 línies màximes de crominància (el DVD té 240 línies de croma horitzontals).

### Valor dels paràmetres del sistema VHS[5]
| Paràmetre                             | Valors                    |
| ------------------------------------- | ------------------------- |
| Nombre de capçals                     | 2, diametralment oposades |
| Diàmetre del tambor                   | 62 mm                     |
| Velocitat de gir del tambor           | 25 rps                    |
| Velocitat de cinta                    | 2,339 cm/seg              |
| Velocitat relativa capçal-pista       | 4,84 m/seg                |
| Angle capçal-pista de vídeo           | 5*59"30'                  |
| Ample de cinta                        | 1/2 polzada (12,7 mm)     |
| Ample de cinta per a vídeo            | 10,6 mm                   |
| Ample de cinta per a àudio            | 1 mm                      |
| Ample de cinta per a pista de control | 0,7 mm                    |
| Ample de les pistes de vídeo          | 49 pm                     |

## Variacions

### Super-VHS / ADAT / SVHS-ET
Encara que la qualitat tècnica del sistema VHS va ser millorada significativament des de la seva introducció, mai va arribar als estàndards professionals, especialment quan es necessitava d'edicions i d'efectes visuals. Existeixen diverses versions millorades de VHS, en especial Super-VHS (S-VHS), un estàndard de vídeo analògic amb un ample de banda de vídeo millorat. S-VHS va millorar la resolució de la luminància horitzontal a 400 línies (contra 250 per a VHS/Beta i 500 per a DVD). El sistema d'àudio (tant lineal com AFM) és el mateix. S-VHS va tenir poc impacte en el mercat nacional, però va obtenir una posició dominant en el mercat de la càmera de vídeo a causa de la seva qualitat d'imatge superior. Algunes noves operacions van començar utilitzant-lo com a format de captura, que podia ser retornat a la oficina de producció, on era copiat immediatament a un format major de qualitat per a l'edició. Això va minimitzar la pèrdua de qualitat que implicava l'edició. El Súper VHS s'hauria convertit en el format més popular en l'elaboració de notícies si no fos de l'arribada d'altres formats digitals, ja que aquests tenien preus similars i oferien una major qualitat tècnica.
Des de la fi dels anys 1980, va començar a popularitzar-se el Laserdisc, que va aparèixer després com un sistema de major qualitat de vídeo i àudio, però a causa de factors com ara l'alt cost del disc i del seu reproductor, la impossibilitat de còpia o el límit de títols disponibles feu que no s'imposés aquest format sobre el VHS.

### VHS-C / Super VHS-C
Una altra variant és el VHS-Compact (VHS-C), originalment desenvolupada per VCRs portàtils l'any 1982, però en última instància, va trobar èxit en càmeres de vídeo de mida de la mà. La cinta més llarga disponible per a NTSC és 60 minuts en mode SP i 180 minuts en mode EP. Atès que les cintes VHS-C es basen en la mateixa cinta magnètica que les cintes de mida completa, es poden reproduir en reproductors VHS estàndard utilitzant un adaptador mecànic, sense necessitat de cap tipus de conversió de senyals. La cinta magnètica en cassets VHS-C es troba enrotllada en una bobina principal i utilitza una roda dentada per avançar la cinta.
L'adaptador és mecànic, encara que els primers exemples van ser motoritzats, amb una bateria. Té un centre intern per enganxar-se amb el mecanisme de VCR en la ubicació d'un concentrador de cinta normal de mida completa, que condueix l'engranatge al casset VHS-C. A més, quan un cassette VHS-C s'insereix a l'adaptador, un petit braç giratori extreu la cinta de la cassette miniatura per allargar la distància estàndard de la cinta entre els rodets de guia d'una cinta de mida completa. Això permet que la cinta del mini cassette utilitzi el mateix mecanisme de càrrega que el cassette estàndard.
El Super-VHS-C o S-VHS Compact va ser desenvolupat per JVC l'any 1987. El S-VHS va proporcionar una millor qualitat de luminància i crominància, però els registradors S-VHS eren compatibles amb les cintes VHS. Sony no va poder reduir el seu format Betamax més enllà, pel que va desenvolupar Video8 / Hi8, que estava en competència directa amb el format VHS-C / S-VHS-C durant els anys 80, 90 i 2000.

### W-VHS / Digital-VHS (alta definició)
El W-VHS va permetre la gravació de la televisió analògica d'alta definició MUSE Hi-Vision, que es va emetre al Japó des de 1989 fins a 2007. L'altre estàndard millorat, anomenat Digital-VHS (D-VHS), registra un vídeo digital d'alta definició en un factor de forma VHS cinta D-VHS pot gravar fins a quatr hores de televisió digital ATSC en formats 720p o 1080i utilitzant el mode de registre més ràpid (equivalent a VHS-SP) i fins a 49 hores de vídeo de baixa definició a velocitats més lentes.

### D9
També hi ha un format de producció professional digital compost per JVC conegut com a Digital-S, o oficialment sota el nom D9, que utilitza una cinta de factor de forma VHS i, fonamentalment, les mateixes tècniques mecàniques de manipulació de cinta com una gravadora S-VHS. Aquest format és el format menys costós per suportar una selecció prèvia de Sel-Sync per a l'edició de vídeo. Va competir amb el Digital Betacam de Sony en el mercat professional i de difusió, tot i que en aquesta àrea la família de Betacam de Sony va aconseguir aguantar, a diferència del resultat de la guerra en format domèstic VHS / Betamax.

## Reemplaçament de les noves tecnologies
A principi del segle xxi, les videogravadores de VHS van deixar de comercialitzar-se a gran escala, en ser substituïdes pels nous formats d'emmagatzament òptic. El videodisc digital DVD com a mitjà de difusió començà a fer-se popular, gràcies als avantatges que suposava la seva tecnologia sobre els mitjants magnètics, com podria ser la menor degradació de la gravació amb el pas del temps o el fàcil copiat que s'oferia. Tanmateix, en els anys 2000 i 2005, encara s'usava la tecnologia VHS com a alternativa al DVD, i les companyies productores distribuïen les seves pel·lícules en ambdós formats. Tot i així, l'any 2007, a causa de la comercialització d'altres medis de gravació (TiVo i el Video On Demand de televisió per cable) ja no calia el VHS: aleshores el DVD va començar a comercialitza-se massivament, i el VHS va deixar de fabricar-se a, fins que finalment l'any 2016, l'empresa japonesa Funai Electric, l'única empresa que seguia frabricant el producte, va cessar la producció de sistemes de reproducció i de cintes VHS, arran de la dificultat de continuar adquirint els diferents components a més de la baixa demanda.
A més a més, amb la popularització de YouTube i derivats, va sorgir el costum de convertir a format digital programes de televisió en gravacions antigues per a publicar-los sense ànim de lucre a Internet, pel que les gravadores VHS es venen integrades amb un reproductor DVD. No obstant, també es comercialitzen unitats denominades DVR que son similars a les VCR magnètiques, ja que realitzen les mateixes funcions: permeten gravar des d'alguna font de vídeo analògica o digital afegint senyals de televisió oberta i cable, que s'emmagatzemen en un disc dur IDE, que permet la seva edició posterior utilitzant una memòria RAM intermèdia de poca capacitat abans de poder concloure amb la seva total edició o preparació per emmagatzemar-lo novament en el seu disc dur intern per a posteriorment buidar el seu contingut en un DVD convencional o regravable, que, amb aquest últim dispositiu d'emmagatzamatge, permet que s'assembli al funcionament de les cintes magnètiques de VHS, que es podien regravar. Tanmateix, el procés en el DVR per al seu gravat final el fa menys versàtil que el VHS, ja que l'operador del senyal digital pot prohibir gravar programes sota la llicència registrada, regió o situació semblant.
Tot i la creencia popular, la qualitat màxima possible de la imatge amb una videogravadora VHS és igual a la possible amb una videogravadora Betamax. Ni tan sols s'ha pogut mesurar les diferències en un laboratori. Això es deu al fet que per igualar la duració de les gravacions VHS, Sony va reduir la velocitat d'arrosegament de les cintes en Betamax, reduint així la qualitat de la imatge que es pot obtenir amb Betamax, i a més fent que les gravacions incompatibles amb les eines ja existents, tot i així, algunes videogravadores Betamax podien gravar en millor qualitat d'imatge perquè un capçal era uns centímetres més gran que el d'una videogravadora VHS d'alta qualitat.
Tot i que actualment el VHS ha totalment desaparegut, el sistema continua sent viable per a gravacions casolanes arran de la seva resistència, temps de gravació, qualitat d'imatge i baix cost (és prou accessible per a efectuar gravacions de qualsevol contingut televisiu). Molta gent manté gravacions i pel·lícules VHS, que reprodueix amb videogravadores VHS.
Tanmateix, però, actualment la massificació dels smartphones com a vídeogravadores casolanes ha fet ombra a qualsevol format de vídeo casolà, VHS o DVD.